# Pomponne
Pomponne is een gemeente in het Franse departement Seine-et-Marne (regio Île-de-France) en telt 3307 inwoners (2004). De plaats maakt deel uit van het arrondissement Torcy.

## Geografie
De oppervlakte van Pomponne bedraagt 7,2 km², de bevolkingsdichtheid is 459,3 inwoners per km².
De onderstaande kaart toont de ligging van Pomponne met de belangrijkste infrastructuur en aangrenzende gemeenten.

## Demografie
Onderstaande figuur toont het verloop van het inwonertal (bron: INSEE-tellingen).